# جيمي دي ألميدا
جيمي دي ألميدا (بالبرتغالية: Jaime de Almeida‏) هو مدرب كرة قدم ولاعب كرة قدم برازيلي في مركز الدفاع، ولد في 17 مارس 1953 في ريو دي جانيرو في البرازيل. شارك مع منتخب البرازيل لكرة القدم. أما مع النوادي، فقد لعب مع بوتافوغو ريغاتاس وسبورت ريسيفي ونادي ساو باولو ونادي ساو كريستوفاو ونادي غواراني ونادي فلامنغو.

## وصلات خارجية
- جيمي دي ألميدا على موقع قاعدة بيانات كرة القدم.إي يو (الإنجليزية)
- جيمي دي ألميدا على موقع ناشيونال فوتبول تيمز (الإنجليزية)